# Afrixalus lacteus
Afrixalus lacteus es una especie de anfibios de la familia Hyperoliidae.
Es endémica de Camerún.
Su hábitat natural incluye montanos secos, ríos, pantanos y zonas previamente boscosas ahora degradadas.
Está amenazada de extinción por la pérdida de su hábitat natural.